# Abenteuer am Mississippi
Abenteuer am Mississippi (Originaltitel: The Adventures of Huckleberry Finn) ist ein US-amerikanischer Abenteuerfilm aus dem Jahr 1960. Er ist eine Michael-Curtiz-Verfilmung des bekannten Romans Die Abenteuer des Huckleberry Finn (Originaltitel: The Adventures of Huckleberry Finn) von Mark Twain. Es ist einer der letzten Filme des Regisseurs.

## Handlung
Huckleberry Finn, kurz Huck genannt, ist ein Halbwaise und lebt in der Kleinstadt Hannibal am Mississippi. Er wächst bei der Witwe Douglas auf, die ihm das rechte Benehmen, Sauberkeit, Rechtschaffenheit und Frömmigkeit beibringen will. Hucks Vater ist ein Trunkenbold, der von der Witwe 500 Dollar fordert, wenn sein Sohn weiterhin bei ihr bleiben soll. Doch die Witwe hat kein Geld, daher schlägt Hucks Vater vor, den Sklaven Jim zu verkaufen.
Jim bekommt dies mit und flieht auf einem selbstgebauten Floß. Er will über den Fluss einen Bundesstaat erreichen, in dem die Sklaverei abgeschafft ist. Huck, der von seinem Vater verprügelt wird, schließt sich Jim an.
Auf ihrer Reise treffen sie auf zwei Männer. Der eine gibt sich als König von Frankreich, der andere als ein Herzog aus. Die beiden Hochstapler wollen zwei junge Frauen um ihr Erbe bringen. Huck und Jim machen anfangs mit, doch dann lassen sie den Plan auffliegen.
Die beiden Gauner sind wütend und wollen nun den entlaufenen Sklaven Jim zurückbringen, um die auf ihn ausgesetzte Belohnung zu kassieren. Doch die beiden Freunde können sich den Nachstellungen der Gauner entziehen.

## Hintergrund
- Der Film wurde nicht am Mississippi gedreht, sondern am Sacramento River sowie am Stockton Deepwater Channel.
- Die im Film vorgetragenen Songs waren zuerst für ein Musical mit dem Titel Huckleberry Finn vorgesehen, das 1952 von der MGM produziert werden sollte, jedoch nicht verwirklicht wurde.
- In Nebenrollen als Sklavenjäger treten John Carradine und Harry Dean Stanton auf. Carradine spielte in der TV-Verfilmung (siehe unten) von 1955 den Herzog.
- Filmeditor Steinkamp konnte 1967 den Oscar gewinnen.
- Oscarprämiert zum Set kam neben Regisseur Curtiz auch Art-Director George W. Davis, der sogar zwei Oscars (1954 und 1960) gewinnen konnte; Set-Decorator Henry Grace gewann einen Oscar 1959, dessen Kollege Robert Priestley ebenso wie Davis zwei (1956 und 1958).
- Für den Ton zuständig war Franklin Milton. 1960, 1964 und 1967 konnte er den Oscar gewinnen. A. Arnold Gillespie, der für die Spezial-Effekte zuständig war, gewann in seiner Karriere vier Oscars (1945, 1948, 1960, 1964).
- Im Abspann nicht genannt wurde Conrad L. Hall. Hall war Kameratechniker für diesen Film. In späteren Jahren wurde er erster Kameramann und gewann drei Oscars (1970, 2000, 2003).

## Kritiken
Cinema schrieb, die „stimmungsvolle Mark-Twain-Verfilmung“ war ein „Klassiker mit ausdrucksstarken Darstellern“.

„Verfilmung von Mark Twains ‘Die Abenteuer des Huckleberry Finn’, in farbenprächtigen, stimmungsvollen Bildern erzählt. In der Typenzeichnung gegenüber der Vorlage etwas vereinfacht, macht der Film dennoch klar, daß die Hautfarbe kein Wertmerkmal ist.“

„Sorgfältige und ansprechende Verfilmung von Mark Twain's Roman "Die Abenteuer des Huckleberry Finn", die ab 10 Spaß macht.“

## Weitere Verfilmungen des Buches von Mark Twain
- 1939: Die Abenteuer des Huckleberry Finn – Regie: Richard Thorpe – mit Mickey Rooney
- 1955: The Adventures of Huckleberry Finn – Regie: Herbert B. Swope – mit Charles Taylor
- 1972: Sovsem Propashchly (UdSSR) – Regie: Georgi Daneliya – mit Roman Madyanov
- 1981: The Adventures of Huckleberry Finn – Regie: Jack B. Hively – mit Kurt Ida
- 1985: Die Abenteuer von Huckleberry Finn – Regie: Peter H. Hunt – mit Patrick Day
- 1993: Die Abenteuer von Huck Finn – Regie: Stephen Sommers – mit Elijah Wood
- zudem ist die Figur des Huckleberry Finns als Freund und Kompagnon des Tom Sawyers auch noch in weiteren Verfilmungen von Büchern von Mark Twain zu sehen.